# 바일 변환
바일 변환(영어: Weyl transformation)은 국소적으로 계량 텐서의 눈금을 바꾸는 변환이다. 등각 사상의 특수한 경우다. 물리학, 특히 등각장론에서 쓰인다.

## 역사
헤르만 바일은 1918년에 게이지의 개념을 도입하여, 전자기장을 기하학적으로 설명하려고 하였다. 바일이 도입한 게이지는 오늘날 바일 변환으로 일컬어지는 것으로, 국소적으로 시공의 축척을 바꾸는 변환이었다. (영어로 "gauge 게이지[*]"는 측도를 뜻한다.) 바일의 통일장론은 실패하였으나, 그의 등각 대칭의 도입은 살아남아 이후 끈 이론과 위상 양자장론 등의 초석을 이루게 되었다. 예를 들어, 끈 이론에서 근본적인 폴랴코프 작용은 바일 변환을 따른다.

## 정의
계량 텐서 {\displaystyle g_{mn}}을 생각하자. 바일 도움변수(영어: Weyl parameter) {\displaystyle \Lambda (x)}가 주어지면, 바일 변환은 계량 텐서를 다음과 같이 바꾼다.
{\displaystyle g_{mn}\mapsto (\exp \Lambda )g_{mn}}

## 바일 접속
일반적인 레비치비타 접속은 바일 변환을 따르지 않는다. 바일 변환에 대해 공변하는 공변 미분을 정의하려면, 바일 접속(영어: Weyl connexion) (또는 등각 접속) {\displaystyle B_{m}}을 다음과 같이 정의한다. 레비치비타 접속 {\displaystyle A_{m}}이 주어지면, 이에 대하여 다음과 같이 변환하게 한다.
{\displaystyle B_{m}=A_{m}+{\frac {1}{2}}\partial _{m}\Lambda }
이를 이용하여, 등각 무게 {\displaystyle k}를 가진 개체 (즉 {\displaystyle \phi \mapsto \phi \exp(k\Lambda )}와 같이 변환하는 개체)의 바일 공변 미분은 다음과 같다.
{\displaystyle D_{m}=\partial _{m}+{\frac {1}{2}}kB_{m}}

## 참고 문헌
- Weyl, Hermann (1918). 《Raum, Zeit, Materie》. (영어 번역 1952 Dover. ISBN 0-486-60267-2).